# Іогач
Іогач (рос. Иогач) — село Турочацького району, Республіка Алтай Росії. Входить до складу Артибаського сільського поселення.
Населення — 1319 осіб (2015 рік).